# NEO-China Top City
NEO-China Top City es un complejo de dos rascacielos situado en Chongqing, China. El más alto de los dos, llamado NEO-China Top City Main Tower, tiene 242,4 m de altura y 54 plantas, y contiene un hotel y oficinas. Es el quinto edificio más alto de Chongqing. El más bajo, llamado NEO-China Top City Apartments, tiene 113,7 m de altura y 37 plantas, y contiene viviendas. La construcción comenzó en 2005 y acabó en 2009. Ambas torres están cubiertas con cristal azul oscuro y conectadas en las plantas más bajas mediante un podio.